# Jacques Gavard
Jacques Gavard, né le 11 avril 1871 à Genève et mort le 11 août 1930 dans la même ville, est une personnalité politique genevoise membre du Parti libéral.

## Biographie
Après avoir terminé un apprentissage dans le domaine bancaire, il devient membre du conseil municipal de la commune de Plainpalais de 1906 à 1915, puis conseiller d'État du canton de Genève, responsable du Département militaire, puis du Département de l'intérieur et de l'agriculture entre 1915-1924.